# Rallye Dakar 2001

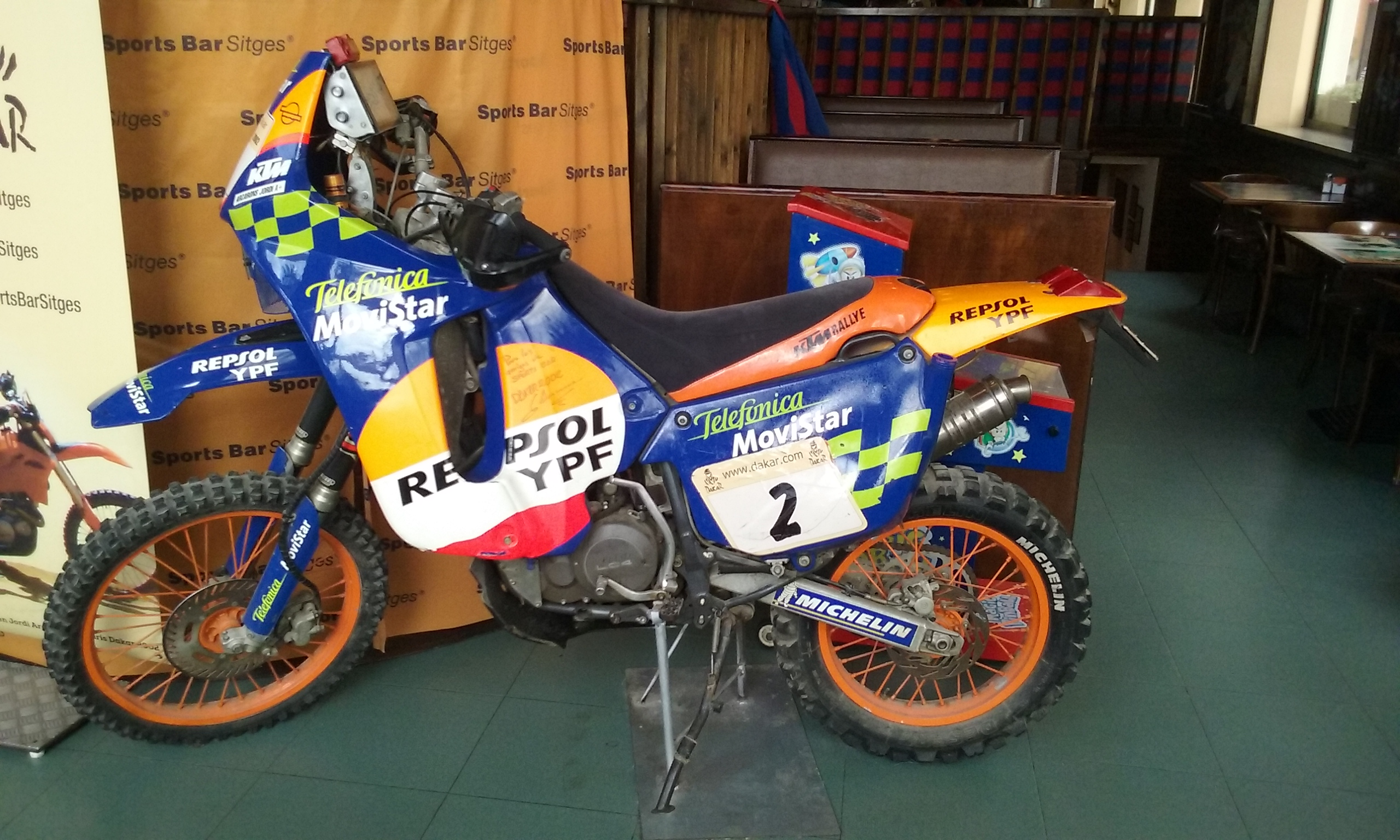
KTM des Zweitplatzierten bei den Motorrädern Jordi Arcarons

Die Rallye Dakar 2001 (Paris-Dakar) war die 23. Ausgabe der Rallye Dakar. Sie begann am 1. Januar 2001 in Paris und endete am 21. Januar 2001 in Dakar.
Die Strecke führte über 10.219 km (davon 6.180 Wertungskilometer) durch Frankreich, Spanien, Marokko, Mauretanien, Mali und Senegal. Jutta Kleinschmidt gewann damit 2001 als zweite Deutsche und als erste Frau die Rallye Dakar.
An der Rallye nahmen insgesamt 309 Teilnehmer – 113 Autos, 133 Motorräder und 30 LKW teil.

## Endwertung

### PKW
|    | Fahrer               | Fahrzeug                    |
| -- | -------------------- | --------------------------- |
| 1. | Jutta Kleinschmidt   | Mitsubishi Pajero Evolution |
| 2. | Hiroshi Masuoka      | Mitsubishi Pajero Evolution |
| 3. | Jean-Louis Schlesser | Schlesser Buggy             |

### LKW
|    | Fahrer             | Fahrzeug  |
| -- | ------------------ | --------- |
| 1. | Karel Loprais      | Tatra 815 |
| 2. | Yoshimasa Sugawara | Hino 500  |
| 3. | Peter Reif         | MAN       |

### Motorräder
|    | Fahrer           | Fahrzeug |
| -- | ---------------- | -------- |
| 1. | Fabrizio Meoni   | KTM      |
| 2. | Jordi Arcarons   | KTM      |
| 3. | Carlo de Gavardo | KTM      |